# Утакмице фудбалске репрезентације Мађарске 1983.
| Домаћин | Гост |

Фудбалска репрезентација Мађарске је током 1982. године одиграла десет званичних и две незваничне утакмице. Две пријатељске незваничне утакмице су биле против репрезентације Египта и оне су према фудбалском савезу Мађарске незваничне, међутим Фудбалски савез Египта их води као званичне. Осам утакмица су биле у оквиру квалификација за Европско првенство 1984. године. Утакмице нису баш ишле добро за мађарску репрезентацију, мађарски тим је у квалификационој групи једино био испред Луксембурга. Једина морална утеха је била што је данска репрезентација, поражена у Будимпешти са 1 : 0, касније стигла до полуфинала Европског првенства. Две пријатељске утакмице су поправиле биланс стања, Мађарска је имала нерешен резултат против Португалије и освајача сребрне медаље на Светском првенству 1982. Савезне Републике Немачке.
Калман Месељ је био приморан да оде после пораза у Копенхагену, а наследио га је Ђерђ Мезеи.
Савезни селектори националног тима у овом периоду су били:
- Калман Месељ (571 — 576.)
- Ђерђ Мезеи (577 — 580.)[note 1]

## Утакмице
| Египат         | 1 : 0 (0 : 0) | Мађарска |
| -------------- | ------------- | -------- |
| Ј. Ибрахим 71’ | Извештај      |          |

| Египат | 0 : 2 (0 : 1) | Мађарска                  |
| ------ | ------------- | ------------------------- |
|        | Извештај      | 40’ Пелешкеи · 64’ Л. Киш |

| Луксембург                 | 2 : 6 (1 : 2) | Мађарска                                                        |
| -------------------------- | ------------- | --------------------------------------------------------------- |
| Ж. Ритер 3’ · Р Шредер 56’ | Извештај      | 31’ 60’ 71’ Поцик · 41’ Њилаши · 51’ Пелешкеи · 58’ (пен) Хених |

| Португалија | 0 : 0    | Мађарска |
| ----------- | -------- | -------- |
|             | Извештај |          |

| Мађарска                                                          | 6 : 2 (3 : 0) | Луксембург                   |
| ----------------------------------------------------------------- | ------------- | ---------------------------- |
| Хајсан 23’ · Њилаши 34’ 64’ · Л. Киш 37’ · Сентеш 61’ · Бурча 65’ | Извештај      | 57’ Ж. Ритер · 58’ Т. Малгет |

| Енглеска                     | 2 : 0 (1 : 0) | Мађарска |
| ---------------------------- | ------------- | -------- |
| Т. Френцис 32’ · П. Вајт 71’ | Извештај      |          |

| Мађарска                | 2 : 3 (1 : 2) | Грчка                                                   |
| ----------------------- | ------------- | ------------------------------------------------------- |
| Њилаши 24’ · Хајсан 88’ | Извештај      | 16’ Н. Анастопулос · 33’ Г. Костикос · 51’ Л. Папајоану |

| Данска                                              | 3 : 1 (1 : 1) | Мађарска   |
| --------------------------------------------------- | ------------- | ---------- |
| Е. Ларсен 3’ · Ј. Олсен 83’ · А. Симонсен 85’ (пен) | Извештај      | 30’ Њилаши |

| Мађарска   | 1 : 1 (1 : 0) | Западна Немачка |
| ---------- | ------------- | --------------- |
| Њилаши 43’ | Извештај      | 67’ Фелер       |

| Мађарска | 0 : 3 (0 : 3) | Енглеска                              |
| -------- | ------------- | ------------------------------------- |
|          | Извештај      | 14’ Г. Ходл · 20’ С. Ли · 43’ Маринер |

| Мађарска   | 1 : 0 (0 : 0) | Данска |
| ---------- | ------------- | ------ |
| Ш. Киш 55’ | Извештај      |        |

| Грчка                 | 2 : 2 (1 : 2) | Мађарска                 |
| --------------------- | ------------- | ------------------------ |
| Н. Анастопулос 6’ 56’ | Извештај      | 13’ Кардош · 40’ Теречик |

## Голгетери у 1983.
| - Тибор Њилаши - Јожеф Кардош - Ласло Киш |

## Извори и спољашње везе
- Dénes Tamás-Rochy Zoltán. A 700. után. Rochy és Társa. ISBN 963-04-7169-8.
- Све утакмице репрезентације Мађарске
- Репрезентација Мађарске на фудбалској бази података
- Утакмице репрезентације Мађарске (1983)